# الكدية (بلنسية)
الكُدية هي بلدة وبلدية في مقاطعة بلنسية في إسبانيا. تقع على الضفة اليسرى لنهر شُقَر.